# Lista sporturilor
Lista de mai jos își propune să cuprindă o parte din activitățile umane ce se încadrează la capitolul sport:

## A - B - C - D
| A                                                                                                | B | C                                                                                                  | D              |
| ------------------------------------------------------------------------------------------------ | --- | -------------------------------------------------------------------------------------------------- | -------------- |
| - Aerobic - Aeromodelism - Aikido - Alpinism - Atletism - Arte marțiale - Automobilism - Alergat | - Badminton - Balet - Bandyngul - Baschet - Baseball - Biatlon - Biliard - Bob - Box - Bowling - Bridge | - Caiac-canoe - Canotaj - Carting - Călărie - Ciclism - Cricket - Culturism - Curling - Castellers | - Dans - Darts |

## I - J - K - L
| I      | J                            | K                                                     | L       |
| ------ | ---------------------------- | ----------------------------------------------------- | ------- |
| - Înot | - Judo - Jiu jitsu Brazilian | - Karting - Karate - Kick-Box - Kitesurfing - Kabaddi | - Lupte |

## M - N - O - P
| M               | N         | O                             | P |
| --------------- | --------- | ----------------------------- | --- |
| Motociclism MMA | - Natație | - Oină - Olimpism - Orientare | - Planorism - Parapantism - Parașutism - Patinaj artistic - Patinaj viteză - Paintball - Pentatlon - Pescuit - Petanque - Polo călare - Polo pe apă - Popice |

## Q - R - S - T
| Q | R                                         | S | T |
| - | ----------------------------------------- | --- | --- |
|   | - Raliu - Role - Rugby - Rugby subacvatic | - Sanie - Sărituri cu schiurile - Scrimă - Scufundare - Scufundare liberă (în ape) - Skeleton - Snowboard - Snooker - Speologie - Streetball - Sport electronic - Sumo - Șah - Schi - Surf | - Tae Bo - Taekwondo - Tenis de câmp - Tenis de masă - Tir sportiv - Tir cu arcul - Tir dinamic IPSC - Tir subacvatic - Triatlon |

## U - V - W - X
| U          | V                               | W                   | X |
| ---------- | ------------------------------- | ------------------- | - |
| - Unifight | - Vânătoare subacvatică - Volei | - Wrestling - Wushu |   |

## Y - Z
| Y          | Z |
| ---------- | - |
| - Yachting |   |